# جیرجیرک‌های برگ‌غلتان
جیرجیرک‌های برگ‌غلتان (نام علمی: Gryllacrididae) نام یک تیره از زیرراسته شمشیرک‌داران است.